# Памусовка
Памусовка — река в России, протекает в Пермском крае.

## Описание
Протекает в северной части Чердынского района Пермского края. Течёт преимущественно в северо-восточном направлении. Устье реки находится в 3,2 км по правому берегу реки Берёзовки. Длина реки составляет 23 км.

## Данные водного реестра
По данным государственного водного реестра России относится к Камскому бассейновому округу, водохозяйственный участок реки — Кама от водомерного поста у села Бондюг до города Березники, речной подбассейн реки — бассейны притоков Камы до впадения Белой. Речной бассейн реки — Кама.
Код объекта в государственном водном реестре — 10010100212111100006413.